# Manuel Olmedo

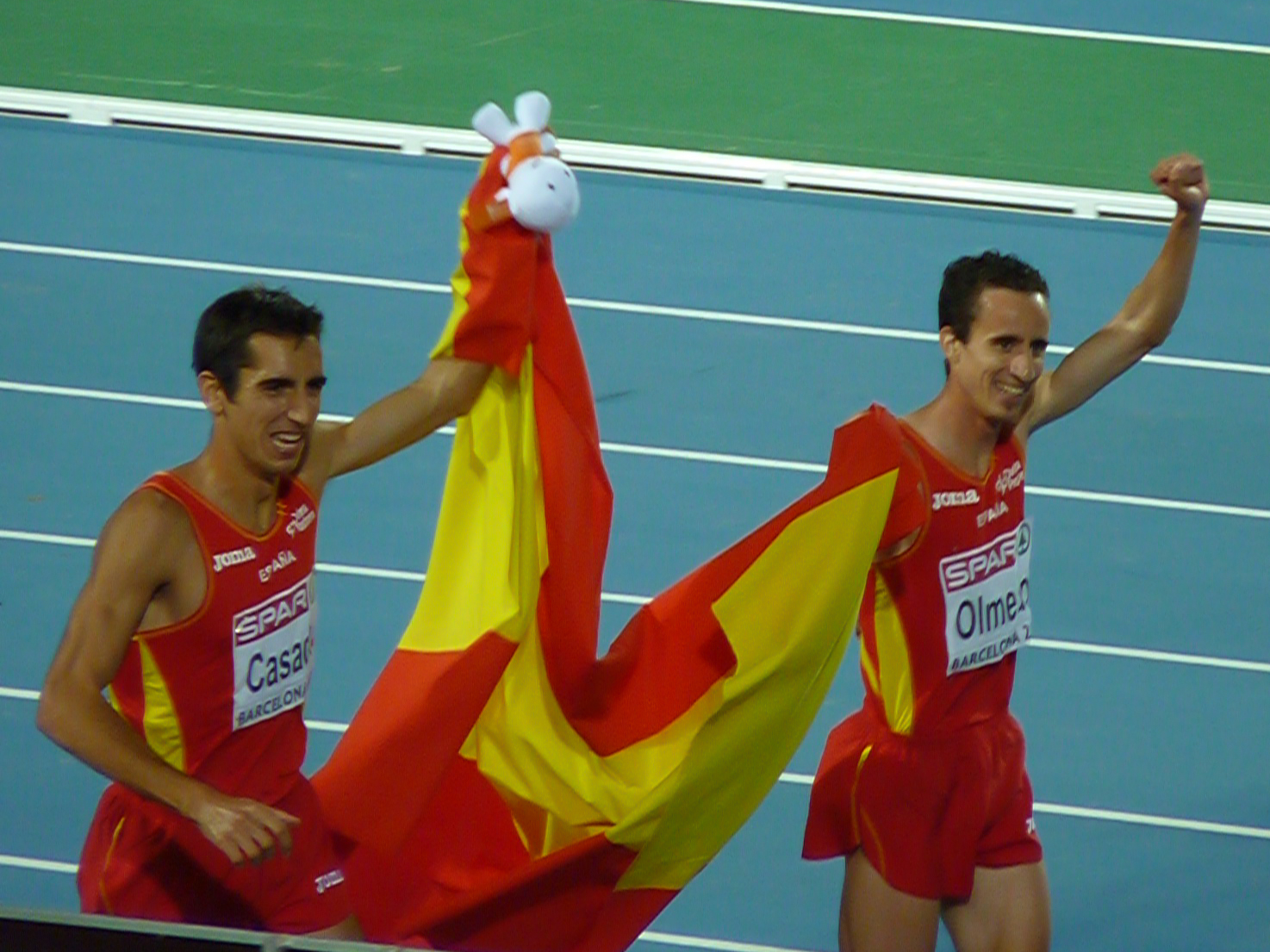
Manuel Olmedo (rechts) mit Arturo Casado in Barcelona 2010

Manuel Olmedo (Manuel Olmedo Villar; * 17. Mai 1983 in Sevilla) ist ein spanischer Mittelstreckenläufer.

## Leben
Zunächst spezialisierte er sich auf die 800-Meter-Strecke, auf der er in der Halle 2002 und 2007 und im Freien 2007 und 2008 spanischer Meister wurde.
Bei den Leichtathletik-Weltmeisterschaften 2003 in Paris/Saint-Denis und bei den Olympischen Spielen 2004 in Athen schied er jeweils im Vorlauf aus. Bei den Leichtathletik-Europameisterschaften 2006 in Göteborg, bei den Weltmeisterschaften 2007 in Osaka und bei den Olympischen Spielen 2008 in Peking erreichte er jeweils das Halbfinale.
2009 wurde er Fünfter bei den Halleneuropameisterschaften in Turin.
Im Jahr darauf wechselte er zum 1500-Meter-Lauf. Über diese Distanz wurde er spanischer Meister und errang bei den Europameisterschaften in Barcelona Bronze, wobei er nur 0,02 Sekunden Rückstand auf den Silbermedaillengewinner Carsten Schlangen hatte.
Manuel Olmedo ist 1,79 m groß und wiegt 60 kg. Er wird von Enrique Pascual trainiert und startet für den FC Barcelona.

## Persönliche Bestzeiten
- 800 m: 1:45,13 s, 9. September 2007, Rieti
  - Halle: 1:47,27 s, 9. Februar 2002, Sevilla
- 1500 m: 3:36,98 s, 4. Juni 2010, Oslo
  - Halle: 3:39,82 s, 13. Februar 2010, Valencia